# دو و میدانی در المپیک تابستانی ۲۰۱۶ – دو ۴۰۰ متر زنان
| دو و میدانی در بازی‌های المپیک تابستانی ۲۰۱۶ | دو و میدانی در بازی‌های المپیک تابستانی ۲۰۱۶ | دو و میدانی در بازی‌های المپیک تابستانی ۲۰۱۶ | دو و میدانی در بازی‌های المپیک تابستانی ۲۰۱۶ | دو و میدانی در بازی‌های المپیک تابستانی ۲۰۱۶ |
| رویدادهای پیست                              | رویدادهای پیست                              | رویدادهای پیست                              | رویدادهای پیست                              | رویدادهای پیست                              |
| ------------------------------------------- | ------------------------------------------- | ------------------------------------------- | ------------------------------------------- | ------------------------------------------- |
| دو ۱۰۰ متر                                  |                                             | مردان                                       |                                             | زنان                                        |
| دو ۲۰۰ متر                                  |                                             | مردان                                       |                                             | زنان                                        |
| دو ۴۰۰ متر                                  |                                             | مردان                                       |                                             | زنان                                        |
| دو ۸۰۰ متر                                  |                                             | مردان                                       |                                             | زنان                                        |
| دو ۱۵۰۰ متر                                 |                                             | مردان                                       |                                             | زنان                                        |
| دو ۵۰۰۰ متر                                 |                                             | مردان                                       |                                             | زنان                                        |
| دو ۱۰۰۰۰ متر                                |                                             | مردان                                       |                                             | زنان                                        |
| دو ۱۰۰ متر بامانع                           |                                             |                                             |                                             | زنان                                        |
| دو ۱۱۰ متر بامانع                           |                                             | مردان                                       |                                             |                                             |
| دو ۴۰۰ متر بامانع                           |                                             | زنان                                        |                                             | زنان                                        |
| دو ۳۰۰۰ متر با مانع                         |                                             | مردان                                       |                                             | زنان                                        |
| دو ۴ × ۱۰۰ متر امدادی                       |                                             | مردان                                       |                                             | زنان                                        |
| دو ۴ × ۴۰۰ متر امدادی                       |                                             | مردان                                       |                                             | زنان                                        |
| رویدادهای جاده                              |                                             |                                             |                                             |                                             |
| ماراتون                                     |                                             | مردان                                       |                                             | زنان                                        |
| ۲۰ کیلومتر پیاده‌روی                         |                                             | مردان                                       |                                             | زنان                                        |
| ۵۰ کیلومتر پیاده‌روی                         |                                             | مردان                                       |                                             |                                             |
| رویدادهای میدانی                            |                                             |                                             |                                             |                                             |
| پرش طول                                     |                                             | مردان                                       |                                             | زنان                                        |
| پرش سه‌گام                                   |                                             | مردان                                       |                                             | زنان                                        |
| پرش ارتفاع                                  |                                             | مردان                                       |                                             | زنان                                        |
| پرش با نیزه                                 |                                             | مردان                                       |                                             | زنان                                        |
| پرتاب وزنه                                  |                                             | مردان                                       |                                             | زنان                                        |
| پرتاب دیسک                                  |                                             | مردان                                       |                                             | زنان                                        |
| پرتاب نیزه                                  |                                             | مردان                                       |                                             | زنان                                        |
| پرتاب چکش                                   |                                             | مردان                                       |                                             | زنان                                        |
| رویدادهای ترکیبی                            |                                             |                                             |                                             |                                             |
| هفت‌گانه                                     |                                             |                                             |                                             | زنان                                        |
| ده‌گانه                                      |                                             | مردان                                       |                                             |                                             |

ویدئوی رسمی از نقاط عطف رویداد

رویداد دو ۴۰۰ متر زنان در بازی‌های المپیک تابستانی ۲۰۱۶ از ۱۳ تا ۱۵ اوت در ورزشگاه المپیک ژائو هاولانژ برگزار شد.

## رکوردها
رکوردهای جهانی و المپیکی موجود تا پیش از این رقابت‌ها به شرح زیر بود.
| رکورد جهانی  | ماریتا کخ (GDR)     | ۴۷٫۶۰ | کانبرا، استرالیا                     | ۶ اکتبر ۱۹۸۵  |
| رکورد المپیک | ماری-ژوزه پرک (FRA) | ۴۸٫۲۵ | آتلانتا، جورجیا، ایالات متحده آمریکا | ۲۹ ژوئیه ۱۹۹۶ |

| منطقه                                    |              |                  |                     |
| منطقه                                    | زمان (ثانیه) | ورزشکار          | ملیت                |
| ---------------------------------------- | ------------ | ---------------- | ------------------- |
| آفریقا (رکوردها)                         | ۴۹٫۱۰        | فلیلات اوگونکویا | نیجریه              |
| آسیا (رکوردها)                           | ۴۹٫۸۱        | ما یوکین         | چین                 |
| اروپا (رکوردها)                          | ۴۷٫۶۰ WR     | ماریتا کخ        | آلمان شرقی          |
| آمریکای شمالی، مرکزی و کارائیب (رکوردها) | ۴۸٫۷۰        | سانیا ریچاردس    | ایالات متحده آمریکا |
| اقیانوسیه (رکوردها)                      | ۴۸٫۶۳        | کتی فریمن        | استرالیا            |
| آمریکای جنوبی (رکوردها)                  | ۴۹٫۶۴        | خیمنا رسترپو     | کلمبیا              |

## زمان‌بندی
تمام زمان‌ها بر پایه زمان برازیلیا (یوتی‌سی ۳:۰۰-)
| تاریخ               | زمان  | مرحله     |
| ------------------- | ----- | --------- |
| شنبه، ۱۳ اوت ۲۰۱۶   | ۱۱:۰۰ | مرحله ۱   |
| یکشنبه، ۱۴ اوت ۲۰۱۶ | ۲۰:۳۵ | نیمه‌نهایی |
| دوشنبه، ۱۵ اوت ۲۰۱۶ | ۲۲:۴۵ | فینال     |

## نتایج

### مقدماتی
قانون رده‌بندی: دو نفر اول در هر مرحلهٔ مقدماتی (Q) و هشت دوندهٔ سریع بعدی (q) به نیمه‌نهایی می‌روند

#### مقدماتی ۱
| رتبه | ورزشکار            | ملیت     | زمان  | توضیحات |
| ---- | ------------------ | -------- | ----- | ------- |
| ۱    | استفنی آن مک فرسون | جامائیکا | ۵۱٫۳۶ | Q       |
| ۲    | پیشنس اوکان جورج   | نیجریه   | ۵۱٫۸۳ | Q       |
| ۳    | آنلیس روبی         | استرالیا | ۵۱٫۹۲ | q, SB   |
| ۴    | یولیا اولیشفسکا    | اوکراین  | ۵۲٫۴۵ |         |
| ۵    | جنبو دانته         | مالی     | ۵۲٫۸۵ |         |
| ۶    | نرمیلا شوران       | هند      | ۵۳٫۰۳ |         |
| ۷    | گونتا لتیسوا سودار | لتونی    | ۵۳٫۰۸ | SB      |

#### مقدماتی ۲
| رتبه | ورزشکار         | ملیت                | زمان  | توضیحات |
| ---- | --------------- | ------------------- | ----- | ------- |
| ۱    | آلیسون فلیکس    | ایالات متحده آمریکا | ۵۱٫۲۴ | Q       |
| ۲    | اولها زملیک     | اوکراین             | ۵۱٫۴۰ | Q       |
| ۳    | تمارا سالاسکی   | صربستان             | ۵۲٫۷۰ |         |
| ۴    | شولوفلو تیپه    | آفریقای جنوبی       | ۵۲٫۸۰ |         |
| ۵    | ایوتا پوتالووا  | اسلواکی             | ۵۲٫۸۲ | SB      |
| ۶    | اوری بوکسا      | اسپانیا             | ۵۳٫۵۱ |         |
| ۷    | سرن باندی-دیویس | بریتانیای کبیر      | ۵۳٫۶۳ |         |

#### مقدماتی ۳
| رتبه | ورزشکار             | ملیت                | زمان  | توضیحات |
| ---- | ------------------- | ------------------- | ----- | ------- |
| ۱    | فیلیس فرانسیس       | ایالات متحده آمریکا | ۵۰٫۵۸ | Q       |
| ۲    | کمی آدکویا          | بحرین               | ۵۰٫۷۲ | Q       |
| ۳    | مارگارت بامگ‌بوز     | نیجریه              | ۵۱٫۴۳ | q       |
| ۴    | پاتریشیا ویسیزکیویچ | لهستان              | ۵۲٫۰۲ | q, SB   |
| ۵    | آلیشیا براون        | کانادا              | ۵۲٫۲۷ |         |
| ۶    | جمیله د لیما        | برزیل               | ۵۲٫۶۵ |         |
| ۷    | جاستین پالفارمن     | آفریقای جنوبی       | ۵۳٫۹۶ |         |

#### مقدماتی ۴
| رتبه | ورزشکار               | ملیت                | زمان  | توضیحات |
| ---- | --------------------- | ------------------- | ----- | ------- |
| ۱    | ناتاشا هیستینگز       | ایالات متحده آمریکا | ۵۱٫۳۱ | Q       |
| ۲    | کریستین اوهوروگو      | بریتانیای کبیر      | ۵۱٫۴۰ | Q       |
| ۳    | ماریا بندیکتا چیگبولو | ایتالیا             | ۵۲٫۰۶ |         |
| ۴    | لیدیا جله             | بوتسوانا            | ۵۲٫۲۴ |         |
| ۵    | اوهلا ببک             | اوکراین             | ۵۲٫۳۳ |         |
| ۶    | کندرا کلارک           | کانادا              | ۵۳٫۶۱ |         |
| ۷    | ویونا کریزیو          | کوزوو               | ۵۴٫۳۰ |         |

#### مقدماتی ۵
| رتبه | ورزشکار        | ملیت                   | زمان  | توضیحات |
| ---- | -------------- | ---------------------- | ----- | ------- |
| ۱    | شوان میلر      | باهاما                 | ۵۱٫۱۶ | Q       |
| ۲    | مورگان میچل    | استرالیا               | ۵۱٫۳۰ | Q       |
| ۳    | راث اسپلمایر   | آلمان                  | ۵۱٫۴۳ | q, PB   |
| ۴    | امیلی دایموند  | بریتانیای کبیر         | ۵۱٫۷۶ | q       |
| ۵    | کانیکا بکلز    | گرنادا                 | ۵۲٫۴۱ | SB      |
| ۶    | بیانکا رازور   | رومانی                 | ۵۲٫۴۲ | SB      |
| ۷    | کینکه آلکساندر | سنت وینسنت و گرنادین‌ها | ۵۲٫۴۵ |         |

#### مقدماتی ۶
| رتبه | ورزشکار         | ملیت    | زمان    | توضیحات |
| ---- | --------------- | ------- | ------- | ------- |
| ۱    | سالوا عید ناصر  | بحرین   | ۵۱٫۰۶   | Q, PB   |
| ۲    | لیبانیا گرنات   | ایتالیا | ۵۱٫۱۷   | Q       |
| ۳    | فلوریا گوی      | فرانسه  | ۵۱٫۲۹   | q       |
| ۴    | کتیا آزودو      | پرتغال  | ۵۲٫۳۸   |         |
| ۵    | مریم کرومه      | لیبریا  | ۵۲٫۷۹   |         |
| ۶    | نگوین تی هوین   | ویتنام  | ۵۲٫۹۷   |         |
| ۷    | ارینی واسیلیو   | یونان   | ۵۴٫۳۷   |         |
| ۸    | ماریان نوح میوز | سومالی  | ۱:۱۰٫۱۴ |         |

#### مقدماتی ۷
| رتبه | ورزشکار           | ملیت     | زمان    | توضیحات |
| ---- | ----------------- | -------- | ------- | ------- |
| ۱    | شریکا جکسون       | جامائیکا | ۵۱٫۷۳   | Q       |
| ۲    | کابانگه موپوپو    | زامبیا   | ۵۱٫۷۶   | Q       |
| ۳    | جاستینا اشوییتی   | لهستان   | ۵۱٫۸۲   | q       |
| ۴    | کریستین باتلوگتسو | بوتسوانا | ۵۲٫۳۷   |         |
| ۵    | املارا اوموتوشو   | نیجریه   | ۵۳٫۲۲   |         |
| ۶    | الینا میخینا      | قزاقستان | ۵۳٫۸۳   |         |
| ۷    | دلال مسفر الحارث  | قطر      | ۱:۰۷٫۱۲ |         |

#### مقدماتی ۸
| رتبه   | ورزشکار               | ملیت     | زمان  | توضیحات     |
| ------ | --------------------- | -------- | ----- | ----------- |
| ۱      | کریستین دی            | جامائیکا | ۵۱٫۵۴ | Q           |
| ۲      | کارلین مویر           | کانادا   | ۵۱٫۵۷ | Q           |
| ۳      | مالگورزاتا هولوب      | لهستان   | ۵۱٫۸۰ | q           |
| ۴      | گایسا کوتینهو         | برزیل    | ۵۲٫۰۵ |             |
| ۵      | عالیه آبرامز          | گویان    | ۵۲٫۷۹ |             |
| ۶      | ماریاما مامودو ایتاتو | نیجر     | ۵۴٫۳۲ |             |
| DQ (۷) | آناستازیا کودینووا    | قزاقستان | ۵۶٫۰۳ | DQ (دوپینگ) |

### نیمه‌نهایی

#### نیمه‌نهایی ۱
| رتبه | مسیر | ورزشکار             | ملیت                | واکنش | زمان  | توضیحات |
| ---- | ---- | ------------------- | ------------------- | ----- | ----- | ------- |
| ۱    | ۶    | فیلیس فرانسیس       | ایالات متحده آمریکا | ۰٫۱۸۹ | ۵۰٫۳۱ | Q       |
| ۲    | ۵    | استفنی آن مک فرسون  | جامائیکا            | ۰٫۱۵۸ | ۵۰٫۶۹ | Q       |
| ۳    | ۴    | اولها زملیک         | اوکراین             | ۰٫۱۸۹ | ۵۰٫۷۵ | q, PB   |
| ۴    | ۳    | کمی آدکویا          | بحرین               | ۰٫۱۶۱ | ۵۰٫۸۸ |         |
| ۵    | ۷    | کریستین اوهوروگو    | بریتانیای کبیر      | ۰٫۱۴۵ | ۵۱٫۲۲ |         |
| ۶    | ۲    | راث اسپلمایر        | آلمان               | ۰٫۱۵۵ | ۵۱٫۶۱ |         |
| ۷    | ۸    | مارگارت بامگ‌بوز     | نیجریه              | ۰٫۲۱۲ | ۵۱٫۹۲ |         |
| ۸    | ۱    | پاتریشیا ویسیزکیویچ | لهستان              | ۰٫۱۷۴ | ۵۲٫۵۱ |         |

#### نیمه‌نهایی ۲
| رتبه | مسیر | ورزشکار          | ملیت                | واکنش | زمان  | توضیحات |
| ---- | ---- | ---------------- | ------------------- | ----- | ----- | ------- |
| ۱    | ۶    | شریکا جکسون      | جامائیکا            | ۰٫۱۸۴ | ۴۹٫۸۳ | Q, PB   |
| ۲    | ۵    | ناتاشا هیستینگز  | ایالات متحده آمریکا | ۰٫۱۸۸ | ۴۹٫۹۰ | Q, SB   |
| ۳    | ۳    | سالوا عید ناصر   | بحرین               | ۰٫۱۳۹ | ۵۰٫۸۸ | PB      |
| ۴    | ۸    | فلوریا گوی       | فرانسه              | ۰٫۱۷۸ | ۵۱٫۰۸ |         |
| ۵    | ۷    | کارلین مویر      | کانادا              | ۰٫۲۲۶ | ۵۱٫۱۱ |         |
| ۶    | ۱    | امیلی دیاموند    | بریتانیای کبیر      | ۰٫۱۷۸ | ۵۱٫۴۹ |         |
| ۷    | ۲    | مالگورزاتا هولوب | لهستان              | ۰٫۱۳۶ | ۵۱٫۹۳ |         |
| ۸    | ۴    | مورگاه میچل      | استرالیا            | ۰٫۱۳۶ | ۵۲٫۶۸ |         |

#### نیمه‌نهایی ۳
| رتبه | مسیر | ورزشکار          | ملیت                | واکنش | زمان  | توضیحات |
| ---- | ---- | ---------------- | ------------------- | ----- | ----- | ------- |
| ۱    | ۳    | آلیسون فلیکس     | ایالات متحده آمریکا | ۰٫۱۷۴ | ۴۹٫۶۷ | Q, SB   |
| ۲    | ۴    | شوان میلر        | باهاما              | ۰٫۱۶۷ | ۴۹٫۹۱ | Q       |
| ۳    | ۶    | لیبانیا گرنات    | ایتالیا             | ۰٫۱۵۶ | ۵۰٫۶۰ | q       |
| ۴    | ۵    | کریستین دی       | جامائیکا            | ۰٫۱۸۶ | ۵۱٫۵۳ |         |
| ۵    | ۱    | جاستینا اشوییتی  | لهستان              | ۰٫۱۷۱ | ۵۱٫۶۲ |         |
| ۶    | ۲    | آنلیس روبی       | استرالیا            | ۰٫۱۷۲ | ۵۱٫۹۶ |         |
| ۷    | ۸    | کابانگه موپوپو   | زامبیا              | ۰٫۱۵۵ | ۵۲٫۰۴ |         |
| ۸    | ۷    | پیشنس اوکان جورج | نیجریه              | ۰٫۱۶۱ | ۵۲٫۵۲ |         |

### فینال
| رتبه | مسیر | ورزشکار            | ملیت                | واکنش | زمان  | توضیحات |
| ---- | ---- | ------------------ | ------------------- | ----- | ----- | ------- |
| 1    | ۷    | شوان میلر          | باهاما              | ۰٫۱۵۵ | ۴۹٫۴۴ | PB      |
| 2    | ۴    | آلیسون فلیکس       | ایالات متحده آمریکا | ۰٫۱۷۷ | ۴۹٫۵۱ | SB      |
| 3    | ۵    | شریکا جکسون        | جامائیکا            | ۰٫۱۷۶ | ۴۹٫۸۵ |         |
| ۴    | ۶    | ناتاشا هیستینگز    | ایالات متحده آمریکا | ۰٫۱۶۱ | ۵۰٫۳۴ |         |
| ۵    | ۳    | فیلیس فرانسیس      | ایالات متحده آمریکا | ۰٫۲۱۹ | ۵۰٫۴۱ |         |
| ۶    | ۸    | استفنی آن مک فرسون | جامائیکا            | ۰٫۱۳۳ | ۵۰٫۹۷ |         |
| ۷    | ۲    | لیبانیا گرنات      | ایتالیا             | ۰٫۱۴۹ | ۵۱٫۲۵ |         |
| DSQ  | ۱    | اولها زملیک        | اوکراین             | ۰٫۱۸۳ | ۵۱٫۲۴ |         |